# Saint-Clair-du-Rhône
Saint-Clair-du-Rhône település Franciaországban, Isère megyében. Lakosainak száma 3678 fő (2022. január 1.). Saint-Clair-du-Rhône Condrieu, Vérin, Saint-Prim, Chavanay, Saint-Michel-sur-Rhône, Clonas-sur-Varèze, Les Roches-de-Condrieu és Saint-Alban-du-Rhône községekkel határos.

## Népesség
A település népessége az elmúlt években az alábbi módon változott:
| Lakosok száma | 2753 | 3059 | 3360 | 3859 | 3906 | 3889 | 3817 | 3705 | 3680 | 3678 |
|               | 1968 | 1982 | 1990 | 2006 | 2013 | 2015 | 2017 | 2019 | 2020 | 2022 |